# Ananaina
L'ananaina (EC 3.4.22.31, bromelina del gambo, bromelina del frutto) è un enzima che catalizza la seguente reazione chimica: idrolisi di proteine con ampia specificità per legami peptidici. Il miglior substrato noto per piccole molecole è Bz-Phe-Val-Arg-NHMec.
Questo enzima è isolato dal fusto della pianta di ananas, Ananas comosus.